# Nantes-en-Ratier
Nantes-en-Ratier (ook gespeld als Nantes-en-Rattier) is een gemeente in het Franse departement Isère (regio Auvergne-Rhône-Alpes) en telt 389 inwoners (1999). De plaats maakt deel uit van het arrondissement Grenoble.

## Geografie
De oppervlakte van Nantes-en-Ratier bedraagt 12,0 km², de bevolkingsdichtheid is 32,4 inwoners per km².
De onderstaande kaart toont de ligging van Nantes-en-Ratier met de belangrijkste infrastructuur en aangrenzende gemeenten.

## Demografie
Onderstaande figuur toont het verloop van het inwonertal (bron: INSEE-tellingen).

1. ↑  Populations de référence 2022.